# Coleotechnites
Coleotechnites is een geslacht van vlinders van de familie tastermotten (Gelechiidae).

## Soorten
- C. albicostata (Freeman, 1965)
- C. alnifructella (Busck, 1915)
- C. apicitripunctella (Clemens, 1860)
- C. ardas (Freeman, 1961)
- C. argentialbella (Chambers, 1874)
- C. atrupictella (Dietz, 1900)
- C. australis (Freeman, 1963)
- C. bacchariella (Keifer, 1927)
- C. biopes (Freeman, 1961)
- C. blastovora (McLeod, 1962)
- C. canusella (Freeman, 1957)
- C. carbonaria (Freeman, 1965)
- C. citriella Chambers, 1880
- C. colubrinae (Busck, 1903)
- C. condignella (Busck, 1929)
- C. coniferella (Kearfott, 1907)
- C. cristatella (Chambers, 1875)
- C. ducharmei (Freeman, 1962)
- C. edulicola Hodges & Stevens, 1978
- C. elucidella (Barnes & Busck, 1920)
- C. eryngiella (Bottimer, 1926)
- C. flagellifer (Walsingham, 1910)
- C. florae (Freeman, 1961)
- C. gallicola (Busck, 1915)
- C. gibsonella (Kearfott, 1907)
- C. granti (Freeman, 1965)
- C. huntella (Keifer, 1936)
- C. invictella (Busck, 1908)
- C. juniperella (Kearfott, 1903)
- C. laricis (Freeman, 1965)

- C. lewisi (Freeman, 1961)
- C. mackiei (Keifer, 1932)
- C. macleodi (Freeman, 1965)
- C. martini (Freeman, 1965)
- C. milleri (Busck, 1914)
- C. moreonella (Heinrich, 1920)
- C. nigritus Hodges, 1983
- C. obliquistrigella Chambers, 1872
- C. occidentis (Freeman, 1965)
- C. penetrans (Meyrick, 1923)
- C. piceaella (Kearfott, 1903)
- C. pinella (Busck, 1906)
- C. pleurosaris (Meyrick, 1923)
- C. ponderosae Hodges & Stevens, 1978
- C. quercivorella Chambers, 1872
- C. resinosaa (Freeman, 1961)
- C. stanfordia (Keifer, 1933)
- C. starki (Freeman, 1957)
- C. thujaella (Kearfott, 1903)
- C. thysanota (Walsingham, 1910)
- C. vagatioella (Chambers, 1873)
- C. variiella (Chambers, 1872)